# Spodoszol
A spodoszol egy talajrend az USDA-talajtaxonómiában. Savanyú talajok jellegzetes felszín alatti humuszfelhalmozódással, ami alumíniummal és vassal képez komplexet. Tipikusan durva szerkezetű anyakőzetből, E-horizontjuk (eluviális) világos színű egy vörösbarna spodikus horizont (gazdag humuszban és vasban) felett. Az ilyen formát az agyagszétesés (podzolosodás) eredményezi, ami közben az agyagásványok alkotóelemeikre bomlanak: kovasavra, alumíniumra és vasra, az utóbbiak a szerves anyaggal együtt a mélyebb rétegekbe mozdulnak el.
A spodoszolok gyakran tűlevelű erdők talajai hűvös, nedves éghajlatokon (tajgák), a jégmentes földterületek kb. 4%-át borítják.
Gyenge termőképességűek, mész hozzáadását igénylik, hogy mezőgazdasági termelésre alkalmasak legyenek.
Bár a karbon-korból ismertek fosszíliái, ezek meglehetősen ritkák, kevés mintája élte túl az első pleisztocén eljegesedés előtti időket.

## Alrendek
- Aquod - gyenge vízellátású, az év nagy részében a vízszint felszínénél vagy annak közelében lévő spodoszol.
- Cryod - hideg éghajlat spodoszola.
- Gelod - nagyon hideg éghajlat spodoszolai (az évi középhőmérséklet 0°C vagy alatti).
- Humod - jó vízellátottságú spodoszol, ami viszonylag magas szerves anyag mennyiséggel rendelkezik.
- Orthod - olyan közönséges spodoszol, amire nem különösebben jellemzőek a többi alrend kívánalmai.

## Lásd még
Podzol

## Külső hivatkozások
- Spodosols. USDA-NRCS. [2006. május 9-i dátummal az eredetiből archiválva]. (Hozzáférés: 2006. május 14.)